# Erioptera sexaculeata
Erioptera sexaculeata är en tvåvingeart som beskrevs av Alexander 1940. Erioptera sexaculeata ingår i släktet Erioptera och familjen småharkrankar. Inga underarter finns listade i Catalogue of Life.